# Juice (software)
Juice è un popolare podcast downloader e aggregatore di media che permette di scaricare automaticamente file audio e video, come Ogg e mp3, per la riproduzione sul computer o la copia su un dispositivo portatile. Juice supporta più di 15 lingue e funziona su diverse piattaforme, tra cui Windows e macOS.
Si tratta di un software libero distribuito sotto licenza GPL. Il progetto è ospitato su SourceForge. In precedenza era noto come iPodder e successivamente come iPodder Lemon. Il nome del software è stato cambiato in Juice nel novembre 2005 a seguito delle pressioni legali da parte di Apple, Inc.

## Sviluppo
Il team di sviluppo originale era formato da Erik de Jonge, Robin Jans, Martijn Venrooy, Perica Zivkovic di Active8 con sede nei Paesi Bassi. Dopo l'uscita della prima versione si unirono a loro anche Andrew Grumet, Garth Kidd e Mark Posth. Il team di sviluppo ha attribuito la paternità della nascita dell'idea del software ad Adam Curry, fondatore di ipodder.org,
Adam Curry (noto anche come 'padrino del podcast') ha sperimentato l'idea di utilizzare RSS per distribuire file audio, creando uno script in AppleScript che permetteva di scaricare automaticamente file audio dai feed RSS. Questo è stato uno dei primi passi verso la creazione dei podcast, chiamati inizialmente 'audio enclosures'. Curry, ha dichiarato di essere stati ispirato da Dave Winer nel suo lavoro.
La prima versione del software, che sarebbe poi diventato Juice, disponeva anche di un "screenscraper" per estrarre contenuti da file HTML normali. Il programma poteva quindi analizzare e raccogliere informazioni direttamente dalle pagine web, senza dipendere da un formato specifico come RSS. RSS è diventato lo standard, ma durante la fase di sviluppo iniziale, molte persone stavano esplorando alternative. Una di queste alternative era una versione basata su Freenet, una rete decentralizzata che permette di condividere file in modo anonimo e resistente alla censura.
Il programma è scritto in Python e funziona su MacOS e Windows. Non esiste invece una versione per Linux.
Nel 2006, il team di sviluppo di Juice decise di interrompere il lavoro sul programma. Gli sviluppatori si spostarono verso altri settori, alcuni dei quali comunque legati al mondo del podcasting.
Adam Curry e Andrew Grumet iniziarono a lavorare su un network di programmi commerciali chiamato Podshow (poi rinominato Mevio). In questo network, tutti gli spettacoli erano sponsorizzati e la linea tra contenuto e pubblicità era meno netta, creando un modello di business basato sulla monetizzazione diretta dei podcast.

## Eredità
La crescita del podcasting nel 2004 ha ispirato altri programmi di podcatching, come IPodderX,  basato su pyPodder, e jPodder, così come l'aggiunta di una funzionalità di abbonamento podcast nel lettore musicale di Apple iTunes nel giugno 2005.

## Fork
Dal progetto Juice sono nati alcuni fork tra cui: PodNova disponibile per Windows, Mac OS X e Linux (chiuso alla fine di febbraio 2010), PyPodder, un fork che è stato successivamente sviluppato in gPodder, jPodder un altro fork sviluppato per funzionare su piattaforme diverse.